# حزب کمونیست (مارکسیست–لنینیست) پاناما
حزب کمونیست (مارکسیست-لنینیست) پاناما حزبی مائوئیست در پاناما است. این حزب در ۹ ژانویه ۱۹۸۰ و به عنوان انشعابی از جبههٔ کارگران سوسیالیست (مارکسیست-لنینیست) تشکیل شد.
این حزب از سال ۱۹۸۰ تا ۲۰۰۱ نشریهٔ «دموکراسی نوین» را منتشر می‌کرد.
این حزب در کنفرانس بین‌المللی احزاب و سازمان‌های مارکسیست لنینیست (نشریه بین‌الملل) شرکت می‌کند.